# Mistrovství Severní Ameriky a Oceánie v rychlobruslení 2002
Mistrovství Severní Ameriky a Oceánie v rychlobruslení 2002 se konalo ve dnech 1. a 2. března 2002 na otevřené rychlobruslařské dráze Gaétan Boucher Oval v kanadském Sainte-Foy. Jednalo se o 4. mistrovství Severní Ameriky a Oceánie. Obhájci z předchozího šampionátu, Američané Kanaďan Derek Parra a Jennifer Rodriguezová, nestartovali.
V Sainte-Foy se poprvé mistryní Severní Ameriky a Oceánie stala Kanaďanka Kristina Grovesová. Mezi muži potřetí zvítězil její krajan Kevin Marshall.

## Muži
| Pořadí           | Jméno              | Země   | 500 m       | 5 000 m       | 1 500 m       | 10 000 m       | Počet bodů |
| ---------------- | ------------------ | ------ | ----------- | ------------- | ------------- | -------------- | ---------- |
| Zlatá medaile    | Kevin Marshall     | Kanada | 39,25 (1.)  | 7:10,69 (1.)  | 1:59,80 (4.)  | 15:21,98 (5.)  | 168,351    |
| Stříbrná medaile | Jamie Ivey         | Kanada | 39,39 (2.)  | 7:15,16 (5.)  | 1:59,36 (1.)  | 15:20,42 (4.)  | 168,713    |
| Bronzová medaile | Steven Elm         | Kanada | 40,00 (6.)  | 7:13,20 (2.)  | 1:59,78 (3.)  | 15:17,79 (2.)  | 169,135    |
| 4.               | John Paul Shilling | USA    | 39,82 (5.)  | 7:13,99 (4.)  | 1:59,67 (2.)  | 15:38,37 (7.)  | 170,027    |
| 5.               | Mark Knoll         | Kanada | 40,16 (8.)  | 7:15,75 (6.)  | 2:01,29 (5.)  | 15:18,93 (3.)  | 170,111    |
| 6.               | Jondon Trevena     | USA    | 40,06 (7.)  | 7:15,81 (7.)  | 2:02,06 (6.)  | 15:27,57 (6.)  | 170,705    |
| 7.               | Peter Volcic       | Kanada | 39,68 (4.)  | 7:17,53 (8.)  | 2:02,29 (8.)  | 15:38,54 (8.)  | 171,123    |
| 8.               | Jason Hedstrand    | USA    | 41,86 (11.) | 7:13,35 (3.)  | 2:04,90 (9.)  | 15:06,06 (1.)  | 172,131    |
| 9.               | Mark Jesney        | Kanada | 41,10 (9.)  | 7:25,75 (9.)  | 2:04,95 (10.) | 15:49,36 (9.)  | 174,793    |
| 10.              | Jason-Clay Mull    | USA    | 41,26 (10.) | 7:41,71 (10.) | 2:05,05 (11.) | 16:04,12 (10.) | 177,320    |
| 11.              | Chris Callis       | USA    | 39,43 (3.)  | 7:48,93 (11.) | 2:02,26 (7.)  | DNS            | 121,076    |

## Ženy
| Pořadí           | Jméno               | Země   | 500 m      | 3 000 m       | 1 500 m      | 5 000 m      | Počet bodů |
| ---------------- | ------------------- | ------ | ---------- | ------------- | ------------ | ------------ | ---------- |
| Zlatá medaile    | Kristina Grovesová  | Kanada | 44,48 (5.) | 4:30,74 (2.)  | 2:11,81 (1.) | 7:53,05 (1.) | 180,844    |
| Stříbrná medaile | Catherine Raneyová  | USA    | 44,20 (3.) | 4:30,48 (1.)  | 2:13,29 (2.) | 7:58,57 (2.) | 181,567    |
| Bronzová medaile | Ann Driscollová     | USA    | 43,79 (2.) | 4:43,62 (7.)  | 2:14,20 (3.) | 8:20,89 (5.) | 185,882    |
| 4.               | Tara Rislingová     | Kanada | 45,58 (8.) | 4:36,73 (4.)  | 2:15,82 (6.) | 8:12,36 (3.) | 186,210    |
| 5.               | Shana Sundstromová  | USA    | 44,82 (6.) | 4:40,15 (5.)  | 2:15,76 (5.) | 8:18,41 (4.) | 186,605    |
| 6.               | Sarah Elliottová    | USA    | 43,72 (1.) | 4:42,14 (6.)  | 2:14,95 (4.) | 8:33,90 (7.) | 187,116    |
| 7.               | Eva Rodanská        | USA    | 45,34 (7.) | 4:43,72 (8.)  | 2:19,13 (8.) | 8:45,43 (8.) | 191,545    |
| 8.               | Shannon Siboldová   | Kanada | 47,57 (9.) | 4:44,83 (9.)  | 2:21,63 (9.) | 8:22,63 (6.) | 192,514    |
| 9.               | Michèle d'Amoursová | Kanada | DNF        | 4:35,63 (3.)  | 2:17,09 (7.) | DNS          | 136,975    |
| 10.              | Isabelle Doucetová  | Kanada | 44,21 (4.) | 4:45,11 (10.) | DNS          | —            | 91,728     |